# 王恭 (東晉)
王恭（350年代—398年10月13日），字孝伯，小字阿寧，太原郡晋阳县（今山西省太原市）人。東晉外戚，孝武帝皇后王法慧之兄，晉朝名士王濛孫。王恭在東晉官至前將軍、青兗二州刺史，曾先後兩度起兵討伐朝臣，但在第二次起兵時因劉牢之叛變而兵敗，後被捕並被處死，死前仍堅持自己起兵之出發點是忠於朝廷。

## 生平

### 少有美譽
王恭年輕時就有美譽，有過人情操，且自負才能和家族地位，常有擔當宰相、輔臣的願望。王恭年少就與同族的父輩王忱齊名，並仰慕劉惔。王恭初任佐著作郎，但他及後因為官小而不能彰顯其才能和志向而稱病辭官。後又任祕書丞，將要轉任中書郎時父親王蘊去世而無法受命。服喪後，先後任吏部郎，建威將軍，丹楊尹，中書令領太子詹事。

### 剛直進言
因王恭是晉孝武帝皇后之兄，故此很受孝武帝器重。當時袁悅之能言善辯，受會稽王司馬道子所親待，又常勸司馬道子專掌朝權。王恭將這事情報告孝武帝，袁悅之不久就因他事而被誅殺了。一次司馬道子召集朝士開酒宴，尚書令謝石因酒醉而唱起民間歌曲，被王恭嚴正指責。又一次因司馬道子喜愛淮陵內史虞珧的妻子裴氏，下令她與眾寶客談論，然而因為裴氏服食丹藥，身穿黃衣，樣子如天師道道士一樣，所以當時人以與她談論為「降節」之舉。王恭亦因而抗議道：「未聽聞過宰相座上會有失行婦人。」言罷，坐上眾人皆顯得不安，司馬道子亦很慚愧。

### 出鎮京口
晉孝武帝當時十分信任王恭以及王珣、殷仲堪、郗恢等人，但當時王國寶附和並討好司馬道子，卻與王珣等人不和。孝武帝於是擔心日後二者的仇隙會產生事端，就讓王恭、郗恢等人出外作外藩，以州府武力作外援，屏衞王珣等人。王恭於是在太元十五年（390年）獲授命為都督兗青冀幽并徐及揚州之晉陵諸軍事、前將軍、兗青二州刺史、假節鎮京口。

### 痛心朝事
太元二十一年（396年），孝武帝去世，晉安帝繼位，司馬道子執掌朝政。當時司馬道子寵王國寶，機要朝權都交給王國寶，故此引起王恭大大不滿，常直言指斥，而司馬道子亦深深忌憚和怨恨王恭。王恭不久就入拜山陵，曾感歎：「榱棟雖新，便有《黍離》之歎。」暗指王國寶亂政將敗壞東晉。雖然當時司馬道子有意令朝內與外藩和平共處，於是將心腹都送到王恭那邊，希望冰釋前嫌。但王恭每次談論到時政時都聲色嚴厲，令司馬道子深知與王恭之間的矛盾是不能化解，於是打算因故召王恭入朝，以伏兵將他殺掉。而在當時，王恭其實亦打算領兵入朝誅殺王國寶，只因害怕與王國寶一黨的豫州刺史庾楷以及王珣的勸阻而沒有實行。王恭將回京口時，辭色嚴厲地向司馬道子說：「主上諒闇，冢宰之任，伊周所難，願大王親萬機，納直言，遠鄭聲，放佞人。」矛頭直指王國寶，亦令王國寶十分畏懼。

### 首度舉兵
隆安元年（397年）王國寶出於畏懼，於是勸司馬道子裁減王恭兵力。而王恭則準備士兵及軍需品，上表北伐，司馬道子感到懷疑，於是以盛出兵妨礙農事為由命其解嚴。王恭當時已決心出兵討伐王國寶，於是派使者向荊州刺史殷仲堪聯絡。當時殷仲堪已經因桓玄所勸起兵討伐王國寶之事而遲疑，王恭的使者到後堅決了殷仲堪的決心，答應與王恭一同討伐王國寶。而王恭知道殷仲堪支持自己後十分高興，於是在四月甲戌日（5月19日）表奏王國寶的罪行，起兵討伐。 三日後，王恭上表到達建康，內外戒嚴，王國寶十分恐懼，聽從王珣之計而上請解職並待罪，但不久則假稱有詔命其官復原職。另一方面，司馬道子但求息事寧人，於是將罪責全推給王國寶，並命司馬尚之收捕王國寶，在四月甲申日（5月29日）賜死王國寶並處死王緒，向王恭謝罪。王恭於是還鎮京口。
王恭起兵時聯結正在居母喪的王廞，王廞於是起兵響應，但王恭罷兵時就命王廞離職，繼續服喪。然而王廞當時已經乘著起兵誅除不少異己者，不能就此罷手，於是不聽王恭命令，更出兵討伐王恭。王恭見狀，於是命司馬劉牢之領兵擊敗王廞，王廞逃亡失縱。事後王恭上表自貶，詔下不許。

### 二度舉兵
司馬道子經歷過王恭、殷仲堪舉兵後，對二人十分忌憚，心腹司馬尚之則建議司馬道子任命心腹作外藩以作屏衞。司馬道子聽後同意，於是在隆安二年（398年）命王愉為江州刺史，並割本屬庾楷的豫州四郡讓王愉都督。此舉觸怒了庾楷，於是派兒子庾鴻勸說王恭討伐司馬尚之兄弟。王恭聽從並聯結桓玄與殷仲堪，而二人則推王恭為盟主，刻日同取建康。當時殷仲堪寫信給王恭，藏在箭幹中並由庾楷代送。但送到時用來寫信的斜絹變形，不能看出是誰人的字跡。因為殷仲堪在上一年舉兵時都沒有實質派兵支持，王恭於是以為是庾楷假作殷仲堪書信，決心先行起兵。當時劉牢之試圖諫止，但王恭不聽，又上表以討伐王愉及司馬尚之兄弟為名起兵。
司馬道子之子司馬元顯主戰，司馬道子於是以司馬元顯為征討都督，率領諸軍抵抗王恭。當時王恭自恃才能和家族地位，又成功逼司馬道子殺王國寶，於是趾高氣揚，雖然侍仗劉牢之但卻待他如同部曲將般，令劉牢之十分憤恨。司馬元顯看穿這點，命廬江太守高素策反劉牢之，並許以事成後以王恭位號授予劉牢之。當時王恭參軍何澹之將此情報告訴王恭，但王恭以何、劉二人有仇隙而沒有相信，但卻設酒宴款待劉牢之，當眾拜其為兄，並將手下精兵都交給劉牢之，以其為前鋒。但當劉牢之到竹里後，劉牢之殺死帳下督顏延並投降朝廷，並命兒子劉敬宣和東莞太守高雅之進攻王恭。當時王恭正在出城打算閱兵，就被劉敬宣截擊，部眾潰敗。王恭打算返回城內時又發現城門已被高雅之關上，唯有騎馬逃奔曲阿，但又因不習慣騎馬而令大腿內側長了瘡，碰巧遇著故吏殷確，以船打算送王恭到桓玄那裏。到長塘湖時，因被人告發而被捕。

### 忠心遺世
王恭被押送建康後，在同年九月十七日（10月13日）於倪塘被處斬。王恭臨行刑前仍整理鬚鬢，神色自若，對監刑的人說：「我闇於信人，所以至此；原其本心，豈不忠於社稷邪！但令百世之下知有王恭耳。」王恭與子弟和黨眾都被處死。桓玄為王恭立喪庭弔祭。至桓玄執掌朝政時上表為王恭平反，朝廷追贈侍中、太保，賜諡號為忠簡。

## 性格特徵
- 王恭性格剛直不屈，深存節義，每次讀《左傳》讀到「奉王命討不庭」就會歎息。
- 王恭性不寬弘，昧於運用機會，在京口以來雖以寬大仁惠作方針施政，但自以矜貴，與部下總有著隔閡。
- 王恭雖然發起了兩次兵變，但其實他不習武藝，在其騎馬逃亡時弄得腿上長瘡。亦知其並非習武行軍之人。
- 王恭信佛，任刺史時曾經調動百姓修建佛寺，更加務求壯麗。此舉令眾人都怨憤嗟歎。
- 一次王忱探望剛從會稽回來的王恭，見他坐著一塊長六尺的竹蓆，於是請求王恭送他一塊。及後王恭將那塊竹蓆送給王忱，自己竟然則只坐在薦上。王忱知道後大驚，說：「我以為你有多的，才向你索討這竹蓆。」而王恭則答：「你不熟悉我了，我為人身無長物。」可見其簡樸直率。[6]
- 王恭辯論時言辭清新簡明，能敘事理，但因讀書少而缺少文采，引用詞句常有重覆之處。不過就有人說：「王恭常有新意，令人不覺煩悶。」[7]
- 王恭曾言：「名士不必須奇才，但使常得無事，痛飲酒，熟讀《離騷》，便可稱名士。」[8]

## 逸事
- 孟昶未著名時住在京口，一次見王恭乘坐高轎子，披著鵗氅裘。孟昶在籬笆間隙間偷看微雪中的王恭，歎道：「這真是神仙中人呀！」[9]
- 一次王恭與王忱一同到何澄裏作客，但他們在席間鬧得不和諧，王忱勸王恭飲酒，但王恭不喝，王忱堅持並強來，並各自拿起對方裙帶。王恭府中近千人都被叫來何澄處，而王忱雖然隨從少但仍上前，兩邊似乎要打起來。何澄見此沒有辦法，只好坐在兩人之間分開他們。因著權貴和財富而結交，古人認為是羞恥的。[10]

## 評論
- 謝安：「王恭人地可以為將來伯舅。」
- 司馬道子：「孝伯亭亭直上。」

## 子女
- 王曇亨，王恭庶子，給事中。
- 王愔之，王恭子，娶謝重女謝月鏡

## 延伸阅读
[在维基数据编辑]
 《晉書·卷084》，出自房玄齡《晉書》